# روجر تشيس
روجر تشيس (بالإنجليزية: Roger Chase)‏ هو عازف كمان ‏ بريطاني، ولد في 1953.

## وصلات خارجية
- روجر شايس على موقع IMDb (الإنجليزية)
- روجر شايس على موقع ميوزك برينز (الإنجليزية)
- روجر شايس على موقع أول ميوزيك (الإنجليزية)
- روجر شايس على موقع ديسكوغز (الإنجليزية)